# Pasquale Quaranta
Pasquale Quaranta (Salerno, 4 gennaio 1983) è un giornalista italiano.
È noto per essere il primo Diversity Editor in Italia, inizialmente a La Stampa e successivamente per il Gruppo GEDI, con l’obiettivo di promuovere un'informazione inclusiva e attenta alle diversità culturali, identitarie e sociali.

## Biografia
Dopo la laurea in editoria, comunicazione multimediale e giornalismo presso l'Università degli Studi di Roma "Tor Vergata", ha conseguito un master Rai in Multimedia Content Design presso l’Università di Firenze e infine un dottorato di ricerca in Studi comparati presso l’Università degli Studi di Roma "Tor Vergata" con una tesi sulla rappresentazione delle persone Lgbt+ nei dizionari italiani.
Nel 2003 ha fondato il comitato provinciale di Arcigay Salerno, di cui è stato presidente. È stato portavoce del primo Salerno Pride nel 2005 e consigliere nazionale di Arcigay dal 2007 al 2011.

## Carriera giornalistica
È dipendente del Gruppo GEDI dal 2013, scrivendo per la Repubblica e La Stampa. Dal 12 maggio 2023 è il primo Diversity Editor ufficialmente nominato in una testata italiana. 
Dal 1 febbraio 2024 il ruolo è stato esteso a tutto il Gruppo GEDI.
È docente al Master in Giornalismo dell'Università di Torino, dove tiene corsi sul Diversity Journalism e cura la formazione professionale accreditata dall'Ordine dei giornalisti.

## Pubblicazioni
- Pasquale Quaranta, Omosessualità e Vangelo. Franco Barbero risponde, Gabrielli Editori, 2008, ISBN 9788860990624.

## Attività culturale
Tiene conferenze e seminari sui temi della rappresentazione mediatica delle minoranze. Partecipa regolarmente al Festival Internazionale del Giornalismo di Perugia.